# Synandromyces platydemae
Synandromyces platydemae är en svampart som beskrevs av Thaxt. 1931. Synandromyces platydemae ingår i släktet Synandromyces och familjen Laboulbeniaceae.   Inga underarter finns listade i Catalogue of Life.